# Markus Wasser
Markus Wasser (n. 7 mai 1968, Elveția) este un bober ce a reprezentat Elveția, medaliat olimpic. A participat la o ediție a Jocurilor Olimpice (1998) în care a câștigat o medalie de argint.

## Participări
Lista de mai jos prezintă principalele competiții la care a participat Markus Wasser de-a lungul carierei.
- bobsleigh at the 1998 Winter Olympics[*]